# Liste angolanisch-portugiesischer Städte- und Gemeindepartnerschaften
Diese Liste angolanisch-portugiesischer Städte- und Gemeindepartnerschaften führt die Städte- und Gemeindefreundschaften zwischen den Ländern Angola und Portugal auf.
Die Städtepartnerschaften sind ein Zeichen der jahrhundertealten angolanisch-portugiesischen Beziehungen. Nach der 1975 erfolgten Unabhängigkeit der früheren portugiesischen Kolonie Angola gingen Lubango (bis 1975 Sá da Bandeira) und Santarém im Jahr 1988 die erste angolanisch-portugiesische Städtefreundschaft ein. Insgesamt 19 angolanisch-portugiesische Partnerschaften bestehen bereits oder werden angebahnt (Stand 2010).

## Liste der Städtepartnerschaften und -freundschaften
| Angolanischer Ort | Portugiesischer Ort | Seit      | Anmerkung              |
| ----------------- | ------------------- | --------- | ---------------------- |
| Benguela          | Oeiras              | 1997      |                        |
| Benguela          | Oliveira do Bairro  | 2000      |                        |
| Benguela          | Loulé               | ungenannt |                        |
| Cacuaco           | Abrantes            | 1996      |                        |
| Cela              | Salvaterra de Magos | 1998      |                        |
| Huambo            | Amadora             | 1999      |                        |
| Huambo            | Caldas da Rainha    | 2007      |                        |
| Huambo            | Castelo Branco      | 1994      |                        |
| Lobito            | Seixal              | 1997      |                        |
| Lobito            | Sintra              | 1997      |                        |
| Luanda            | Lissabon            | 1988      |                        |
| Luanda            | Matosinhos          | 1994      | Kooperationsabkommen   |
| Luanda            | Porto               | 1989      |                        |
| Lubango           | Santarém            | 1988      |                        |
| Luanda            | Vale de Cambra      |           | seit 1996 in Anbahnung |
| Luanda            | Valongo             | 1997      |                        |
| Porto Amboim      | Almada              | 1997      |                        |
| Uíge              | Serpa               | 2000      |                        |
| Viana             | São João da Madeira | 1999      |                        |